# Lista do Patrimônio Mundial no Quênia
A Organização das Nações Unidas para a Educação, a Ciência e a Cultura (UNESCO) propôs um plano de proteção aos bens culturais do mundo, através do Comité sobre a Proteção do Património Mundial Cultural e Natural, aprovado em 1972. Esta é uma lista do Patrimônio Mundial existente no Quênia, especificamente classificada pela UNESCO e elaborada de acordo com dez principais critérios cujos pontos são julgados por especialistas na área. O Quênia ratificou a convenção em 5 de junho de 1991, tornando seus locais históricos elegíveis para inclusão na lista.
Os sítios Parque Nacional e Floresta Natural do Monte Quénia e Parques Nacionais do Lago Turcana foram os primeiros locais do Quênia incluídos na lista do Patrimônio Mundial da UNESCO por ocasião da 21ª Sessão do Comitè do Património Mundial, realizada em Nápoles (Itália) em 1997. Desde a mais recente adesão à lista, o Quênia totaliza 8 sítios classificados como Patrimônio da Humanidade, sendo 5 deles de classificação Cultural e os 3 demais de classificação Natural. 

## Bens culturais e naturais
O Quênia conta atualmente com os seguintes lugares declarados como Patrimônio da Humanidade pela UNESCO:
| | Parque Nacional e Floresta Natural do Monte Quénia |
| Bem natural inscrito em 1997, estendido em 2013. |                                                    |
| Localização: Oriental / Central |                                                    |
| O Monte Quênia (5.199 metros) é o segundo cume do continente africano. É um vulcão extinto que subiu para 6.500 metros de altitude em seu período de atividade (3,1 a 2,6 milhões de anos antes de nossa era). Esta montanha preserva vestígios de 12 geleiras em regressão rápida e tem quatro picos secundários que dominam vales glaciais em forma de U. Seus picos acidentados coroados por calotas de gelo e suas encostas florestadas compõem uma das paisagens mais impressionantes da África Oriental. Além disso, sua flora afroalpine exemplifica notavelmente os processos ecológicos da região. (UNESCO/BPI) |                                                    |

| | Parques Nacionais do Lago Turcana |
| Bem natural inscrito em 1997, estendido em 2001. Em perigo desde 2018. |                                   |
| Localização: Vale do Rift / Oriental |                                   |
| O Lago Turcana é o mais salgado dos grandes lagos da África e é um laboratório excepcional para o estudo de diferentes comunidades de plantas e animais. Formado por três parques nacionais, este local serve como palco para aves aquáticas migratórias e é uma importante área de reprodução para espécies como o crocodilo do Nilo, hipopótamo e várias cobras venenosas. Os sítios fossilíferos de Koobi Fora – onde numerosos restos de mamíferos, moluscos e outras espécies são preservados – contribuíram mais para o conhecimento dos paleo-ambientes do que qualquer outro sítio análogo no continente africano. (UNESCO/BPI) |                                   |

| | Antiga Cidade de Lamu |
| Bem cultural inscrito em 2001. |                       |
| Localização: Costa |                       |
| A Antiga Cidade de Lamu não é apenas a mais antiga e melhor preservada dos locais de assentamento suaíli na África Oriental, mas também manteve suas funções tradicionais. Construída com rocha de corais e madeira de manguezais, a cidade se caracteriza pela simplicidade de suas formas estruturais, enriquecidas por elementos como pátios interiores, galerias e portas de madeira requintadamente esculpidas. Lar de grandes celebrações religiosas desde o século XIX, Lamu tornou-se um importante centro de estudo da cultura islâmica e suaíli. (UNESCO/BPI) |                       |

| | Florestas sagradas dos caias dos mijiquendas |
| Bem cultural inscrito em 2008. |                                              |
| Localização: Costa |                                              |
| O local inscrito é composto por 11 locais independentes espalhados ao longo de 200 km de litoral. Muito ricos em vegetação, eles contêm os vestígios de numerosas aldeias fortificadas, conhecidas como caias, do povo Mijiquenda. Os Caias, criados no século XVI, mas abandonados na década de 1940, são agora considerados a morada dos antepassados e são reverenciados como locais sagrados pelos conselhos dos anciãos. O local é inscrito como um testemunho único de uma tradição cultural e sua relação direta com uma tradição ainda viva. (UNESCO/BPI) |                                              |

| | Forte Jesus de Mombaça |
| Bem cultural inscrito em 2011. |                        |
| Localização: Mombaça |                        |
| O Forte Jesus, construído pelos portugueses entre 1593 e 1596 de acordo com os planos de Giovanni Battista Cairati para proteger o porto de Mombaça, é um dos exemplos mais marcantes e mais bem preservados da fortificação militar portuguesa e um marco na história desse tipo de construção. O design e a forma do Forte refletem o ideal renascentista segundo o qual proporções perfeitas e harmonia geométrica são encontradas no corpo humano. O local abrange uma área de 2,36 hectares e inclui o fosso do porto e seus arredores imediatos. (UNESCO/BPI) |                        |

| | Sistema de lagos do Quénia no Grande Vale do Rifte |
| Bem natural inscrito em 2011. |                                                    |
| Localização: Vale do Rift |                                                    |
| Localizado na província de Rift Valley, no Quênia, totaliza 32.034 hectares e compreende três lagos rasos conectados entre si: Lago Bogoria, Lago Nakuru e Elementaita. O local abriga 13 espécies de aves ameaçadas de extinção globalmente e a diversidade de sua espécie de aves é uma das maiores do planeta. Além disso, é o lugar mais importante do mundo para a alimentação do flamingo anão e uma área importante para o ninho e reprodução do grande pelicano branco. Também são encontradas na área populações consideráveis de algumas espécies de mamíferos, como o rinoceronte negro, a girafa de Rothschild, o grande kudu, o leão, a onça e o lycaon. O local também é valioso para o estudo de processos ecológicos de grande importância. (UNESCO/BPI) |                                                    |

| | Sítio Arqueológico Thimlich Ohinga |
| Bem cultural inscrito em 2018. |                                    |
| Localização: Oriental |                                    |
| Localizado na região do Lago Vitória, a nordeste da cidade de Migori, este local contém os vestígios de um assentamento humano fortificado que foi construído com pedras não cortadas e se juntou sem argamassa, provavelmente no início do século XVI. As construções parecem ter servido para garantir a segurança da população e da pecuária, bem como para determinar as diferentes unidades sociais e relações socioeconômicas ligadas às sociedades baseadas na linhagem. Thimlich Ohinga não é apenas o maior e melhor recinto preservado deste tipo de todos os existentes, mas também é um exemplo excepcional das construções tradicionais compactas com pedra seca feita do século XVI até meados do século XX pelas primeiras comunidades pastorais instaladas na bacia do Lago Vitória. (UNESCO/BPI) |                                    |

| Ruínas da cidade antiga de Gedi. | Cidade Histórica e Sítio Arqueológico de Gedi |
| Ruínas da cidade antiga de Gedi. | Bem cultural inscrito em 2024. |
| Ruínas da cidade antiga de Gedi. | Localização: Kilifi |
| Ruínas da cidade antiga de Gedi. | Cercada por uma floresta costeira remanescente, distante do litoral, a cidade abandonada de Gedi foi uma das mais importantes cidades suaíli da costa leste africana do século X ao século XVII. Durante este período, a cidade foi parte de uma complexa e internacional rede de trocas culturais e comerciais que atravessavam o Oceano Índico, interligando os centros costeiros africanos com a Pérsia e outras regiões. O opulente assentamento é claramente delineado por muralhas e apresenta ruínas de arquitetura residencial, religiosa e civil e um sofisticado sistema aquífero. A cidade representa fortemente as características da arquitetura suaíli, usando materiais como rochas coralinas, argamassa de coral e madeira. (UNESCO/BPI) |

## Lista Indicativa
Em adição aos sítios inscritos na Lista do Patrimônio Mundial, os Estados-membros podem manter uma lista de sítios que pretendam nomear para a Lista de Patrimônio Mundial, sendo somente aceitas as candidaturas de locais que já constarem desta lista. Desde 2018, o Quênia possui 17 locais na sua Lista Indicativa.
| Sítio                    | Imagem | Localização | Ano  | Dados UNESCO               | Descrição |
| ------------------------ | ------ | ----------- | ---- | -------------------------- | --- |
| Cidade Antiga de Mombaça |        | Mombaça     | 1997 | Cultural: (i)(ii)(iii)(iv) | A antiga cidade de Mombaça, onde a maior parte do patrimônio desta segunda maior cidade do Quênia está em grande parte confinada, é uma área de aproximadamente 72 hectares, habitada por um grupo ricamente diversificado de comunidades : locais, árabes, asiáticos, portugueses e britânicos que coexistiram por centenas de anos. As diversas atividades sociais, políticas, religiosas e econômicas desses grupos criaram um caráter e cultura distintos que, juntos, vieram para definir esta cidade velha. |